# Point chaud de Sainte-Hélène
Le point chaud de Sainte-Hélène est un point chaud situé dans le sud de l’océan Atlantique.

## Histoire
C'est l'un des plus anciens points chauds connus sur Terre, qui a commencé à produire de la lave basaltique il y a environ 145 millions d'années.
Il est responsable de la formation de l’île de Sainte-Hélène et de la chaîne des monts sous-marin de Sainte-Hélène. 